# Ludwik Ruszkowski
Ludwik Ruszkowski właśc. Ludwik Hauser (ur. 30 grudnia 1886 w Samborku, zm. 18 października 1960 w Krakowie) – polski aktor teatralny i filmowy.

## Życiorys

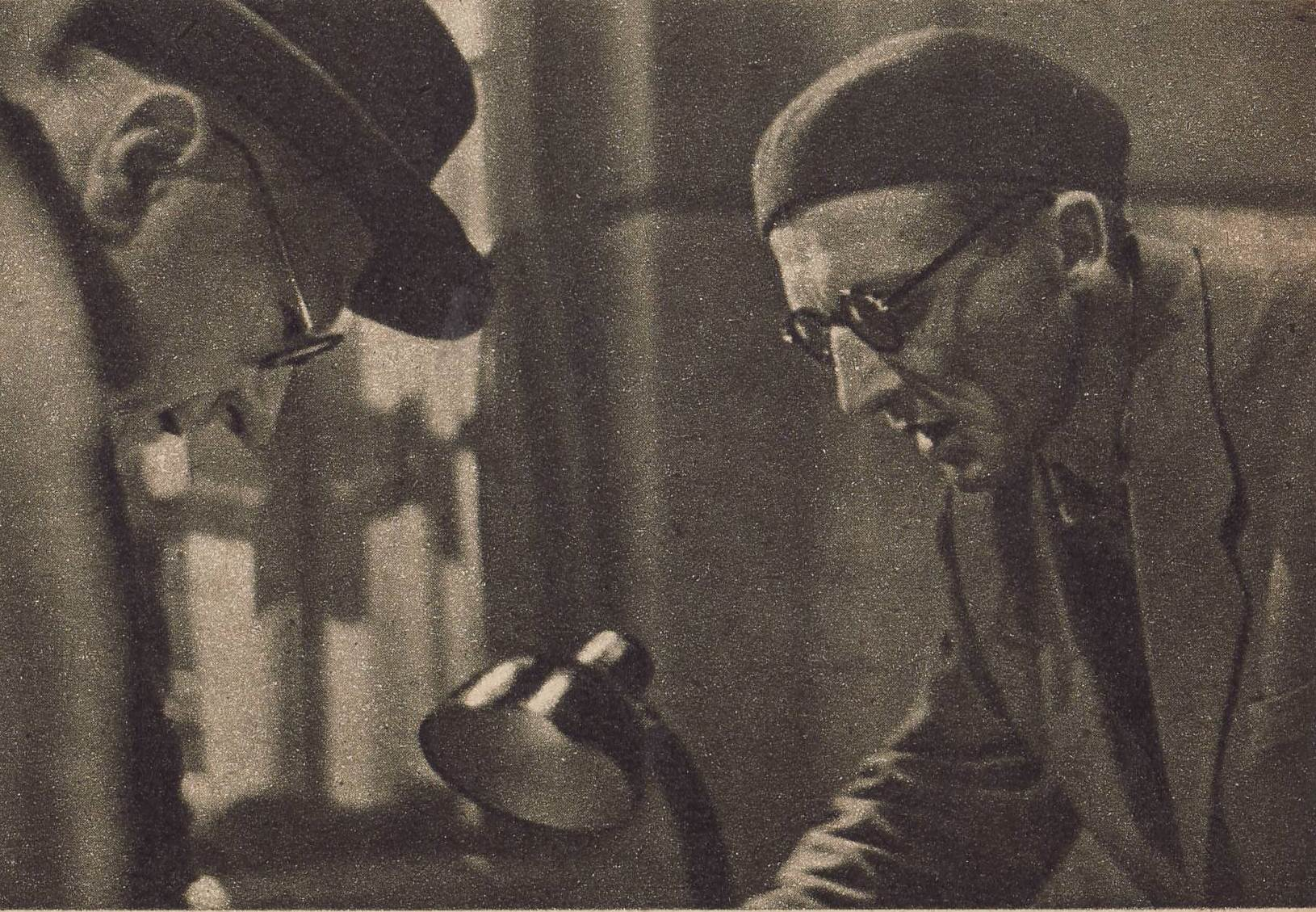
Ludwik Ruszkowski (po lewej) w filmie „Stalowe serca” (1948)

Urodził się 30 grudnia 1886 roku w Samborku, w rodzinie Edwarda Hausera i Anieli z Ludwikowskich. Po ukończeniu w 1906 roku III Państwowego Gimnazjum im. Króla Jana Sobieskiego w Krakowie, studiował na wydziale prawa Uniwersytetu Jagiellońskiego. Jako student brał udział w przedstawieniach Akademickiego Koła Miłośników Dramatu Klasycznego. Sztuki aktorskiej uczył się pod kierunkiem m.in. Antoniego Siemiaszki, Leonarda Bończa-Stępińskiego, Stanisława Stanisławskiego oraz Aleksandra Zelwerowicza. W 1912 roku debiutował na deskach Teatru im. Juliusza Słowackiego w Krakowie pod nazwiskiem Ruszkowski. Ze sceną tą związany był przez całą przedwojenną i powojenną karierę aktorską, z niewielkimi przerwami. W latach 1914–1917 służył w Legionach Polskich, a po kryzysie przysięgowym został wcielony do wojska austriackiego. W latach 1921–1925 odbył studia teatralne w Niemczech, Francji i Włoszech. W 1923 roku występował w objazdowym zespole Ireny Solskiej. Od 1927 występował w rozgłośni krakowskiego Polskiego Radia. Był członkiem zarządu okręgowego Związku Legionistów Polskich.
W latach II wojny światowej pracował w handlu w Skawinie. Występował również w Teatrze Polskiego Radia.
Od 2 grudnia 1933 roku był mężem Stefanii Kolesińskiej.
Zmarł w Krakowie. Pochowany na cmentarzu Rakowickim (kwatera Cd-10-1).

## Ordery i odznaczenia
- Krzyż Niepodległości (2 sierpnia 1931)[2]
- Krzyż Oficerski Orderu Odrodzenia Polski (1959)
- Order Korony Włoch (Włochy)

## Filmografia
- Stalowe serca (1948) - dyrektor huty
- Trudna miłość (1954)
- Podhale w ogniu (1955)